# Iván González
Iván González López (ur. 15 lutego 1988 w Torremolinos) – hiszpański piłkarz występujący na pozycji obrońcy. W maju 2020 zakończył karierę piłkarską.

## Osiągnięcia

### Klubowe
Real Madryt Castilla
- Segunda División B: 2011/12

ASA Târgu Mureș
- Superpuchar Rumunii: 2015